# 如意輪観音

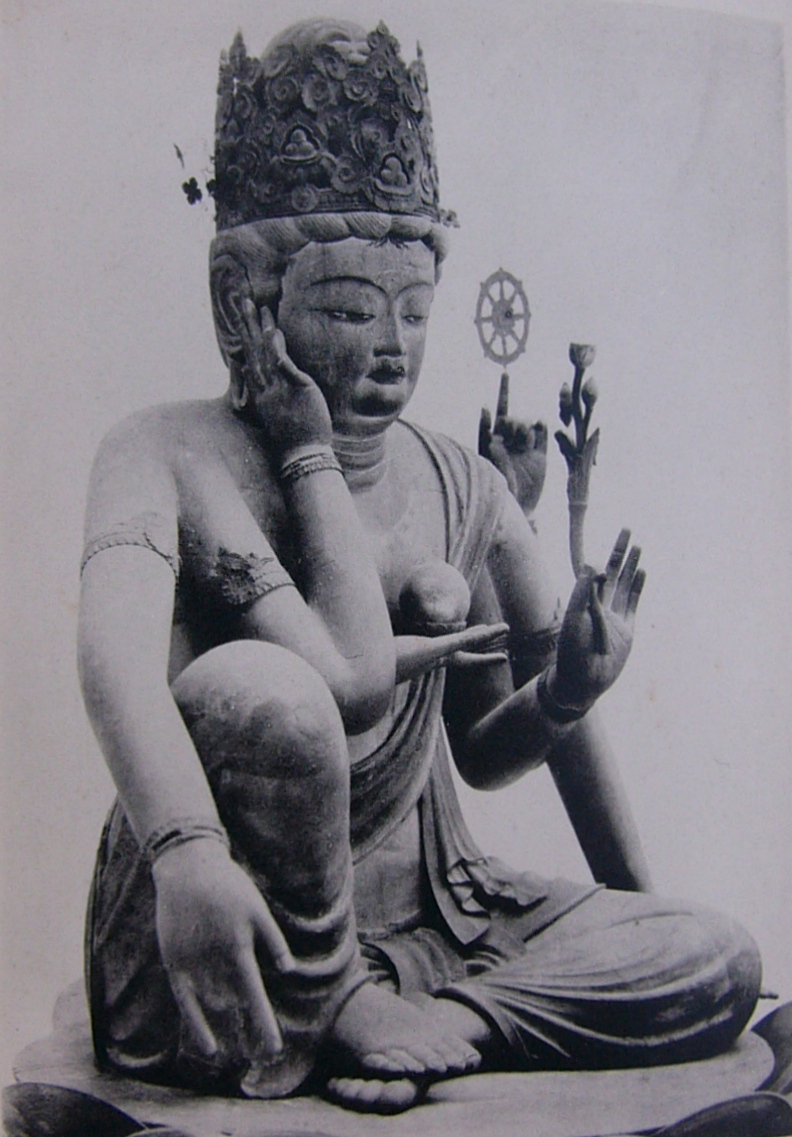
如意輪観音像 大阪・観心寺 平安時代前期

如意輪観音（にょいりんかんのん、梵: Cintāmaṇicakra、チンターマニチャクラ）は、仏教における信仰対象である菩薩の一尊。観音菩薩の変化身（へんげしん）の一つであり、六観音の一尊に数えられる。
三昧耶形は如意宝珠、紅蓮華。種字はキリーク(ह्रीः、hrīḥ)。

## 概要

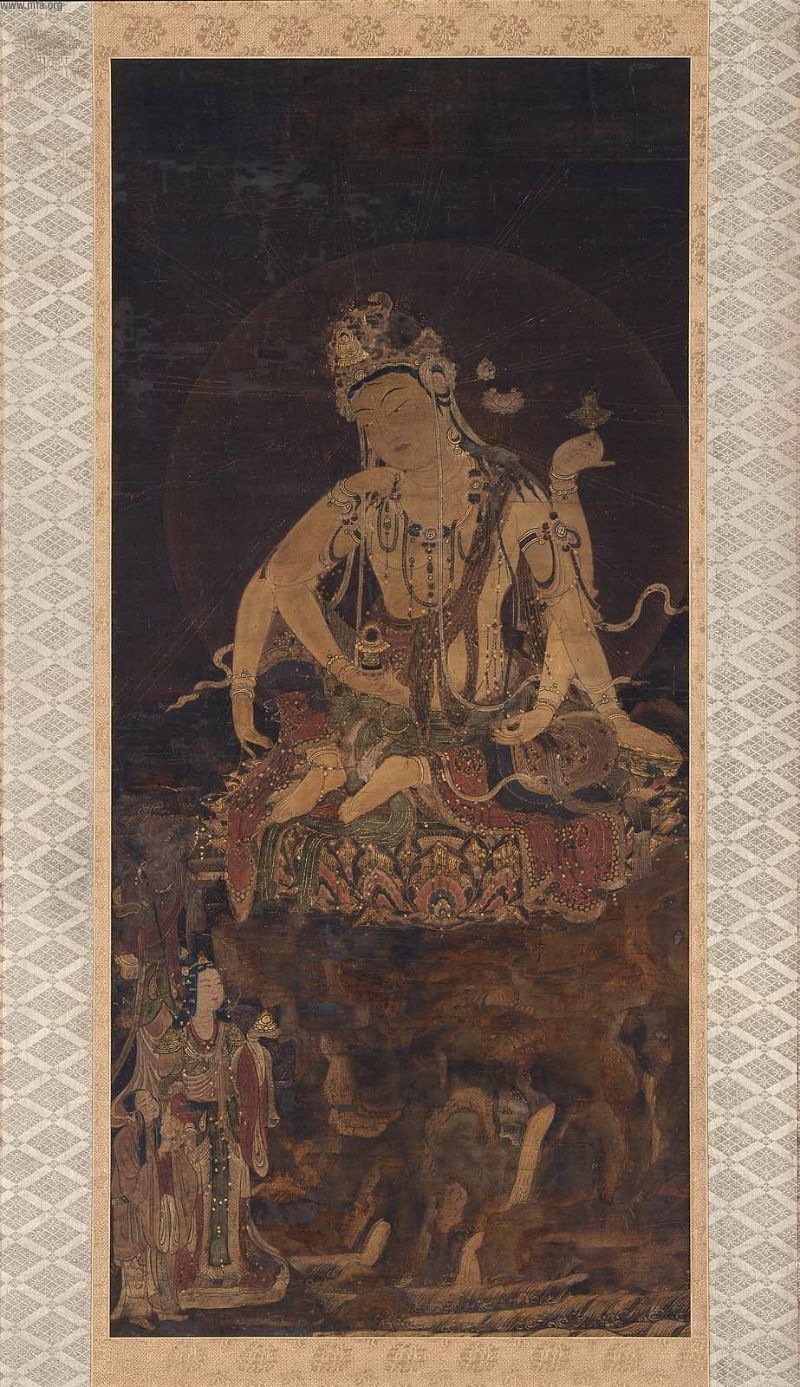
如意輪観音像 ボストン美術館、フェノロサ＝ウェルド・コレクション 平安時代後期

日本では「如意輪観音菩薩」、「如意輪観世音菩薩」、「大梵深遠観音」などさまざまな呼び方があるが、重要文化財等の指定名称は「如意輪観音」となっている。また「救世菩薩」とも呼ばれる。
如意とは如意宝珠（チンターマニ）、輪とは法輪（チャクラ）の略で、如意宝珠の三昧（定）に住して意のままに説法し、六道の衆生の苦を抜き、世間・出世間の利益を与えることを本意とする。如意宝珠とは全ての願いを叶えるものであり、法輪は元来古代インドの武器であったチャクラムが転じて、煩悩を破壊する仏法の象徴となったものである。六観音の役割では天上界を摂化するという。
梵名についてはチャクラヴァルティ・チンターマニ（Cakravarti-cintāmaṇi）とする説もある。
また、日本では近世、十九夜講の信仰の対象となっている。

## 像容
如意輪観音像は、原則として全て坐像または半跏像で、立像はまず見かけない。右膝を立てて左脚を跏趺坐(「趺」則ち足の甲を、「跏」則ち逆の足の太腿の上に乗せること)にする「輪王座」にて座する
六臂の像が多いが、これとは全く像容の異なる二臂の像もある。六臂像は6本の手のうちの2本に、尊名の由来である如意宝珠と法輪とを持っている。
日本における如意輪観音の作例のうち、大阪・観心寺本尊像は六臂像の代表作である。6本の手のうち、右第1手は頬に当てて考えるポーズを取る「思惟」の相を示し、右第2手は胸前で如意宝珠、右第3手は外方に垂らして数珠を持つ。一方、左第1手は体側に下げて掌を大地に向ける光明山を按ずる相、左第2手は未開敷蓮華（ハスのつぼみ）、左第3手は指先で法輪を支える。西国札所である滋賀県の園城寺（三井寺）、兵庫・神呪寺像、観音堂本尊像、奈良・室生寺本堂像、京都・醍醐寺像などはいずれも観心寺像と同様の六臂像である。
二臂の如意輪観音像の像容には、
- 輪王座に坐し、右手は「思惟」の相、左手は光明山を按ずる相、則ち典型的な六臂像から左右第一手のみを残したような姿。
- 結跏趺坐または半跏に坐し、右手は施無畏印、左手は与願印を結ぶ「施無畏与願印」の姿。
- 半跏に坐し、右手は肘を右膝あたりに置いて頬のあたりに添える「思惟」の相、左手は自然に下げて掌を下に向けて左太腿(膝よりやや上あたり)ないしは半跏した脚の足首あたりに置く半跏思惟の姿。

などが代表的である。古来著名なものは、滋賀・石山寺の秘仏本尊像である。飛鳥の岡寺の本尊像も二臂である。
法隆寺の隣にある中宮寺の本尊像は、右脚を左膝に乗せる半跏に坐し、右手を思惟相とする典型的な半跏思惟像である。この像は古来如意輪観音像と称されているが、造像当初の尊名は明らかでなく、弥勒菩薩像として造られた可能性が高い。
なお、立像も極く少数ながら存在し、福岡県小郡市の如意輪寺の本尊（平安時代後期の作とされる一面六臂像。秘仏。12年に一度、巳の年の1月17日と7月17日に開帳する。平生は須弥壇下の胎内めぐりに安置された千体観音にてその像容を知れる。なお、前立本尊は印相がやや異なる。県指定文化財。）、茨城県那珂市の那珂市歴史民俗資料館が寄託収蔵する一面四臂像（平安時代の作。通常非公開。不定期間隔でごく短期間展示に供される。県指定文化財。）が知られる。

また、兵庫県神戸市の大龍寺に伝わる奈良時代の造立とされる一面二臂の菩薩立像も寺伝および印相より如意輪観音として継承されている。

## 真言

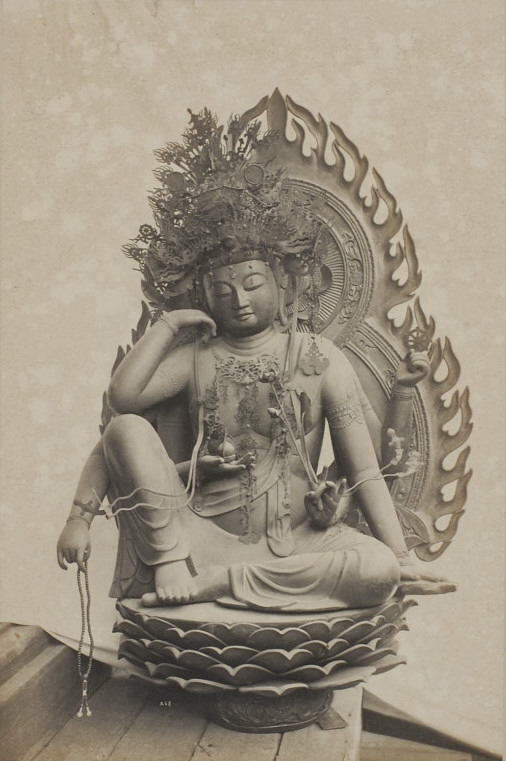
如意輪観音像 滋賀・園城寺観音堂

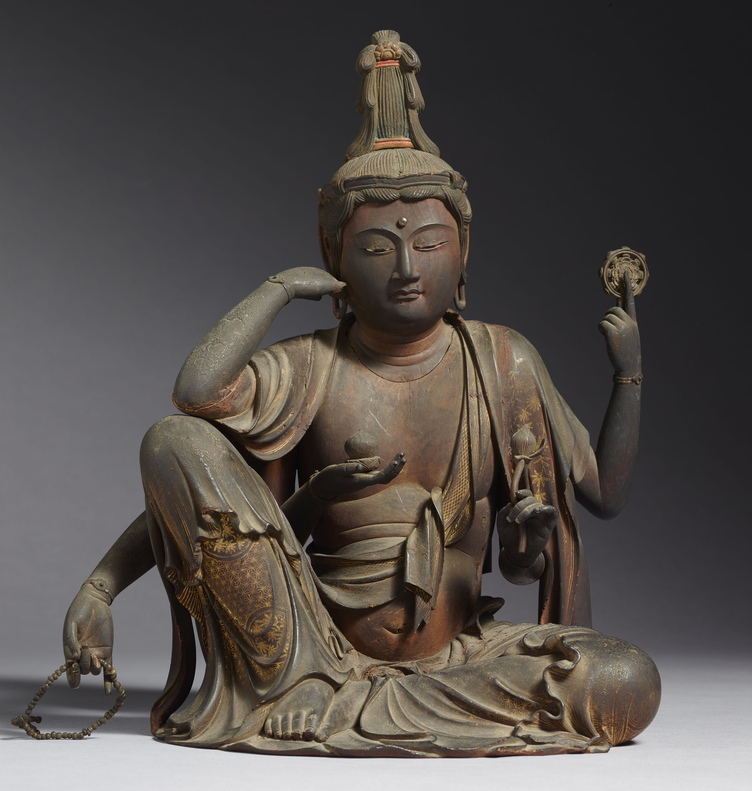
如意輪観音坐像 附像内納入品、1275年、鎌倉時代、東京国立博物館蔵

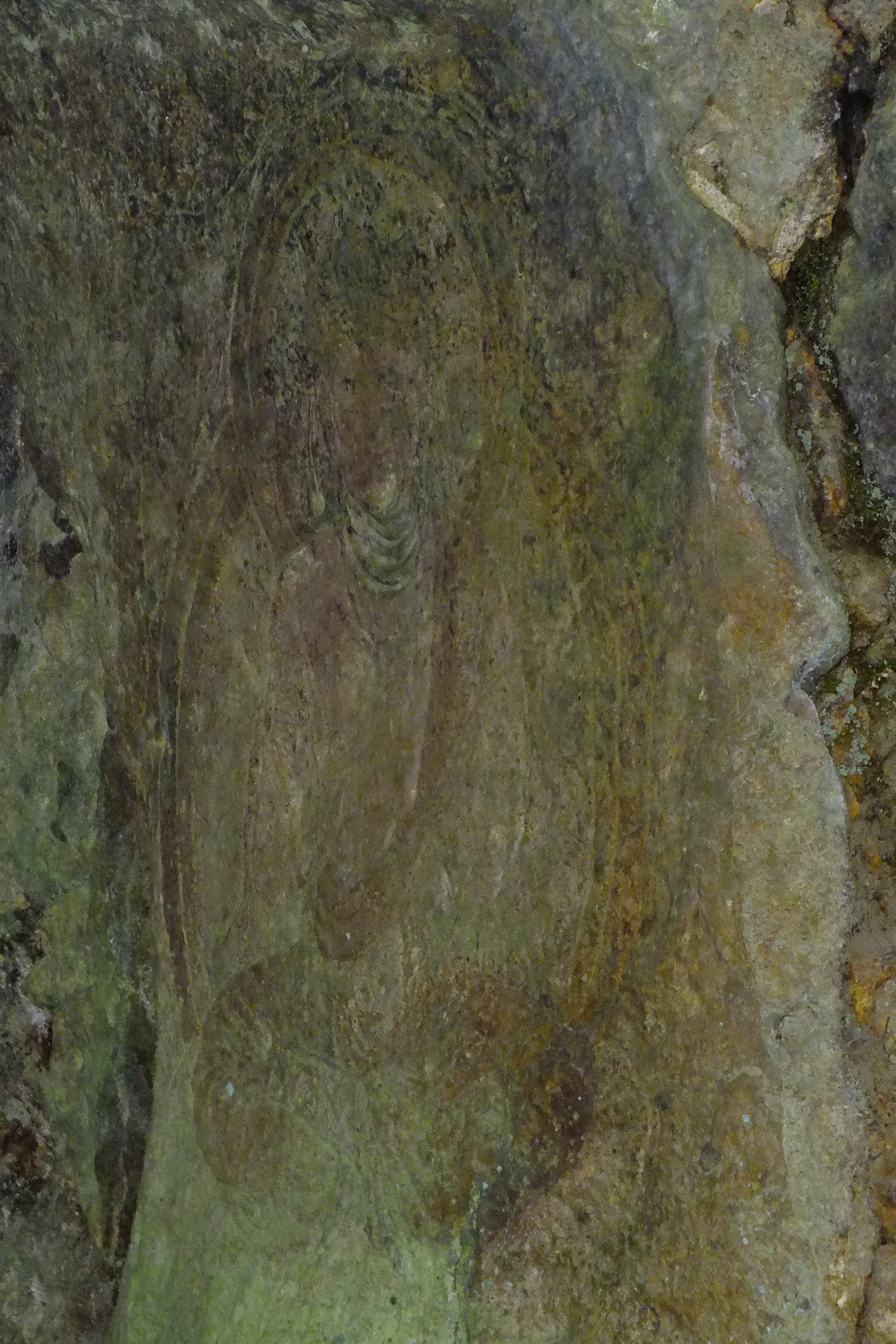
洞窟の壁面に掘られた如意輪観音（妙見菩薩） - 地獄谷石窟仏

- オン・バラダハンドメイ・ウン[2]
- オン・ハドマ・シンダマニ・ジバラ・ウン[4]

## 如意輪観音を祀る寺院の例
- 今瀧寺-静岡県掛川市:本尊
- 石山寺 - 滋賀県大津市：本尊、木造、平安時代後期作、重要文化財
- 園城寺 - 滋賀県大津市：西国札所本尊、木造漆箔、10世紀末頃作、重要文化財
- 観心寺 - 大阪府河内長野市：本尊、木造、9世紀作、国宝、日本三如意輪観音
- 神呪寺 - 兵庫県西宮市：本尊、重要文化財、日本三如意輪観音
- 明王寺 - 兵庫県神戸市
- 圓教寺‐兵庫県姫路市：西国札所本尊
- 室生寺 - 奈良県宇陀市室生：本尊、重要文化財、日本三如意輪観音
- 岡寺 - 奈良県明日香村：本尊、日本最大の塑造、奈良時代作、重要文化財
- 中宮寺 - 奈良県生駒郡斑鳩町
- 頂法寺（六角堂） - 京都市
- 橘寺 - 奈良県明日香村
- 青岸渡寺 - 和歌山県那智勝浦町
- 観音寺 - 三重県四日市市六呂見（四足八鳥（ろくろみ）と呼ばれる四足八頭の霊鳥上に坐す姿で、久安元年（1145）の造立。）
- 如意尼（真名井御前 - 如意輪観音に帰依して、六甲山系甲山に如意輪観音を祀る神呪寺を創建した。
- 護国寺 - 東京都文京区
- 清法寺-埼玉県鴻巣市
- 妙音院‐千葉県館山市
- 来迎寺 (鎌倉市西御門)-神奈川県鎌倉市
- 隨心院‐京都市山科区
- 願徳寺‐京都市西京区
- 最御崎寺‐高知県室戸市室戸岬町：宝物館所蔵、大理石造、平安時代後期作、重要文化財